# Fülöp-szigeteki sarlósfecske
A Fülöp-szigeteki sarlósfecske (Mearnsia picina) a madarak (Aves) osztályának sarlósfecske-alakúak (Apodiformes) rendjébe, ezen belül a  sarlósfecskefélék (Apodidae) családjába tartozó faj.

## Rendszerezése
A fajt Arthur Hay Tweeddale 9. márkija, skót katona és ornitológus írta le 1879-ben, a Chaetura nembe Chaetura picina néven.

## Előfordulása
A Fülöp-szigetek területén honos. Természetes élőhelyei szubtrópusi és trópusi síkvidéki esőerdők. Állandó, nem vonuló faj.

## Megjelenése
Testhossza 14 centiméter, testtömege 8,7–14,3 gramm.

## Életmódja
A levegőben, kisebb csoportokban táplálkozik.

## Természetvédelmi helyzete
Az elterjedési területe nem nagy, viszont csökken, egyedszáma is csökken. A Természetvédelmi Világszövetség Vörös listáján mérsékelten fenyegetett fajként szerepel.